# Rancho Nuevo de la Venta
Rancho Nuevo de la Venta är en ort i Mexiko.   Den ligger i kommunen León och delstaten Guanajuato, i den centrala delen av landet, 300 km nordväst om huvudstaden Mexico City. Rancho Nuevo de la Venta ligger 1 913 meter över havet och antalet invånare är 450.
Terrängen runt Rancho Nuevo de la Venta är huvudsakligen lite kuperad. Rancho Nuevo de la Venta ligger uppe på en höjd. Runt Rancho Nuevo de la Venta är det mycket tätbefolkat, med 1 313 invånare per kvadratkilometer. Närmaste större samhälle är León de los Aldama, 13,5 km öster om Rancho Nuevo de la Venta. Trakten runt Rancho Nuevo de la Venta består till största delen av jordbruksmark.